# 압둘라흐만 아리프

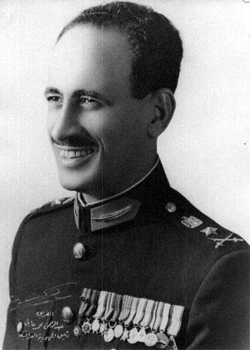
압둘라흐만 아리프

압둘라흐만 아리프(아랍어: عبد الرحمن ﻋﺭﻳﻑ `Abd al-Raḥmān `Ārif, 1916년 - 2007년 8월 24일)는 이라크의 제3대 대통령이자 정치가이다. 
이라크의 제2대 대통령을 지낸 압둘 살람 아리프의 형이다.
동생이 비행기 사고로 죽은 이후 1966년 4월 16일부터 1968년 7월 17일까지 이라크의 3대 대통령을 지냈으나 1968년 알바크르의 쿠데타로 실각당했다. 이후 망명 생활을 하다가 2007년 요르단의 암만에서 사망하였다.
| 전임 압드 알아르라만 알바자즈 | 제3대 이라크 대통령 1966년 4월 16일 ~ 1968년 7월 17일 | 후임 아메드 하산 알바크르 |